# 리쓰메이칸 대학
리쓰메이칸 대학(일본어: 立命館大学 리쓰메이칸다이가쿠[*], 영어: Ritsumeikan University)은 일본 교토에 위치한 관서 지역을 대표하는 4대 명문 사립 대학 칸칸도리츠 중 하나이다. 관동의 도쿄에 위치한 4대명문 사립대학인 MARCH의 대학들과 자주 비교되곤 한다.
리츠메이칸(立命館/입명관)은 근대 일본의 대표적 정치가이자 국제인이었던 사이온지 긴모치(西園寺公望)가 1869년 약관의 나이 20세에 교토 황궁 내에 "리츠메이칸(立命館)"을 세운 때로부터 시작되었다. 1900년에 나카가와 고주로(中川小十郞)가 교토 법정학교(京都法政学校)를 설립하였다. 사이온지의 허가에 의해 그 학교가 1913년에 사립 리츠메이칸 대학으로 개칭되어 리쓰메이칸이 부흥하였다. 1922년에 대학령에 의한 리쓰메이칸 대학으로 승격되었다. 제2차 세계 대전 후, 총장이자 법학자인 스에카와 히로시(末川博)가 전쟁에 대한 깊은 반성을 위해, 헌법과 교육기본법을 기반으로 한 평화와 민주주의를 교육이념으로 정하여 리츠메이칸을 민주적인 대학으로 개혁하였다. 리츠메이칸 대학은 지금도 전쟁에 대한 올바른 역사교육과 국제평화를 위한 국제평화 뮤지엄(国際平和ミュージアム)을 운영하고 있다. 지금은 초등학교부터 대학원까지 각각 특색 있는 교육 커리큘럼을 보유하고 47,000명의 재학생을 자랑하는 종합학원으로 성장하였다.
- 최근 2015년에 이바라키 캠퍼스가 완공되었다
- 국제관계학부는 일본 내에서 앞장선 학과로 알려져 있다. 리츠메이칸의 국제관계연구과는 세계적인 대학들이 소속된 Association of Professional Schools of International Affairs (APSIA)의 일본 유일 정식 멤버이다.
- 대학의 약칭은 리츠메이(일본어: 立命), 리츠메이칸(일본어: 立命館) 또는 리츠메이다이(일본어: 立命大).
- 일본 오이타현 벳푸시에 위치한 리쓰메이칸 아시아 태평양 대학과 학교 법인은 같지만 별개의 학교다.

## 연혁
- 1869년: 사이온지 긴모치가 사숙 리쓰메이칸(입명관)을 설립.
- 1870년: 리쓰메이칸 폐교.
- 1900년: 교토 법정학교(京都法政学校) 설립.
- 1903년: 사립 교토 법정전문학교(私立京都法政専門学校)로 개칭.
- 1904년: 사립 교토 법정대학(私立京都法政大学)으로 개칭.
- 1913년: 사립 리쓰메이칸 대학으로 개칭.
- 1922년: 대학령에 의한 리쓰메이칸 대학으로 승격.
  - 법학부(법률학과, 경제학과), 예과, 연구과, 전문학부(법학과, 경제학과) 설치.
- 1948년: 신제 리쓰메이칸 대학 발족 (학부: 법학부, 경제학부, 문학부).
- 1949년: 이공학부를 설치.
- 1962년: 경영학부를 설치.
- 1965년: 산업사회학부를 설치.
- 1981년: 기누가사(衣笠) 캠퍼스로 이전 완료.
- 1988년: 국제관계학부를 설치.
- 1992년: 국제평화 뮤지엄(国際平和ミュージアム) 설치.
- 1994년: 정책과학부를 설치. 비와코/구사쓰(びわこ・くさつ) 캠퍼스 신설.
- 2000년: 계열교 리쓰메이칸 아시아 태평양 대학 설립.
- 2004년: 정보 이공학부를 설치.
- 2007년: 영상학부를 설치.
- 2008년: 생명과학부, 약학부를 설치.
- 2010년: 스포츠 건강과학부를 설치.
- 2015년: 이바라키 캠퍼스 완공.
- 2018년: 식매니지먼트학부를 설치.

## 캠퍼스
- 기누가사(衣笠) 캠퍼스(KIC): 법학부, 문학부, 산업사회학부, 국제관계학부, 정책과학부(2015년 이바라키캠퍼스로 이전), 영상학부 캠퍼스.
교토부 교토시 기타구 도지인 기타정(京都府京都市北区 等持院北町) 56-1.
- 스자쿠(朱雀) 캠퍼스: 대학 본부, 대학원 법무연구과, 공무연구과, 경영관리연구과 캠퍼스.
교토 부 교토 시 나카교구 니시노쿄 스자쿠정(京都府京都市中京区 西ノ京朱雀町) 1.
- 비와코/구사쓰(びわこ・くさつ) 캠퍼스(BKC): 식 매니지먼트학부(2017년 개설), 경제학부, 이공학부, 생명과학부, 약학부, 스포츠 건강과학부 캠퍼스.
시가현 구사쓰시 노지히가시(滋賀県草津市 野路東) 1-1-1.
- 도쿄(東京) 캠퍼스
도쿄도 지요다구 마루노우치(東京都千代田区 丸の内) 1-7-12.
- 오사카(大阪) 캠퍼스
오사카부 오사카시 기타구 고마쓰바라정(大阪府大阪市北区小松原町) 2-4.
- 오사카 이바라키(大阪いばらき）캠퍼스(OIC): 경영학부, 정책과학부, 종합심리학부(2016년 개설)
오사카부 이바라키시 이와쿠라정(大阪府茨木市岩倉町)2-150.

## 조직

### 학부
- 법학부
- 문학부
- 산업사회학부
- 국제관계학부
- 정책과학부
- 영상학부
- 경제학부
- 경영학부
- 이공학부
- 정보 이공학부
- 생명과학부
- 약학부
- 스포츠 건강과학부
- 식매니지먼트학부
- 종합심리학부

### 대학원
- 법학 연구과
- 경제학 연구과
- 경영학 연구과
- 사회학 연구과
- 국제관계 연구과
- 정책과학 연구과
- 공무 연구과 (공공정책 대학원 - 석사과정)
- 문학 연구과
- 응용인간과학 연구과 (석사과정)
- 언어교육정보 연구과 (석사과정)
- 첨단종합학술 연구과 (5년제 박사과정)
- 이공학 연구과
- 정보이공학 연구과
- 기술 경영(Technology Management) 연구과
- 법무 연구과 (법과대학원)
- 경영관리 연구과 (경영대학원, 회계대학원)
- 영상 연구과
- 스포츠건강과학 연구과
- 생명과학 연구과

### 부속기관
- 도서관
- 기누가사 종합연구 기구(機構)
  - 인문과학 연구소
  - 국제지역 연구소
  - 국제언어문화 연구소
  - 인간과학 연구소
  - Art Research Center
  - 지역정보 연구 센터
  - 코리아 연구 센터
  - 금융・법・재무 연구 센터
  - 생존학 연구 센터
  - 간문화현상학 연구 센터
  - 게임 연구 센터
- BKC 사회계 연구 기구
  - 사회 시스템 연구소
  - 연구 센터들: 기술경영전략 연구 센터, 파이낸스 연구 센터, 의료경영 연구 센터
- 종합 이공학 연구 기구
  - 이공학 연구소
  - 첨단 나노 머신 시스템 기술 연구 센터
  - 스포츠 건강과학 연구 센터
  - 첨단 로보틱스 연구 센터 등
  - 첨단재료기술 연구 센터
  - 정밀공학 연구 센터
  - 기술경영전략 연구 센터
  - 환경기술(Eco-Technology) 연구 센터
  - 바이오 시뮬레이션 연구 센터
  - 방재 프론티어 연구 센터
  - 비와호 시그마 연구 센터
  - 창조 약과 연구 센터
  - SR 센터
  - VLSI 센터
- 방사광 생명과학 연구 센터
- 신영역 창조 연구 센터
- Sustainability 과학 연구 센터
- 국제평화 뮤지엄